# ویجایا رای
ویجایا رای (بنگالی: বিজয়া রায়، انگلیسی: Bijoya Ray؛ ۴ آوریل ۱۹۱۷ – ۲ ژوئن ۲۰۱۵) هنرپیشه‌ای از هند و همسر کارگردان هندی ساتیاجیت رای بود. پسرشان ساندیپ رای نیز یک کارگردان است. ساتیاجیت و ویجایا خویشاوند همدیگر بودند. وی ۲ ژوئن ۲۰۱۵ میلادی در کلکته بر اثر سینه‌پهلو درگذشت.